# Hayanari Shimoda
Hayanari Shimoda (下田隼成) est un pilote automobile japonais né le 16 juillet 1984. 

## Carrière automobile
- 2001 : Championnat d'Italie de Formule Renault, non classé
- 2002 : Championnat britannique de Formule Renault, 28e
  - Super GT, 32e
- 2003 : Eurocup Formule Renault, 12e
  - 24 Heures du Mans, catégorie LMP 675, 2e
- 2004 : Eurocup Formule Renault, 14e
- 2005 : Le Mans Series LMP1, 2e
  - 1 000 kilomètres de Suzuka, 1er
- 2006 : World Series by Renault, 23e
- 2007 : Le Mans Series LMP1, 31e